# Bratislava Monarchs
Bratislava Monarchs je slovenský tým amerického fotbalu, který vznikl v roce 1994 a je prvním klubem amerického fotbalu na Slovensku. V současné době hraje klub Českou Ligu Amerického Fotbalu (ČLAF).

## Úspěchy

#### Snapback liga
- 2. místo: (1) 2006
- 3. místo: (6) 2000, 2004, 2005, 2007, 2010, 2011